# 장안중학교 (경기)
장안중학교(長安中學校)는 대한민국 경기도 성남시 분당구 분당동에 있는 공립 중학교이다.

## 학교 연혁
- 1994년 2월 28일 : 4학급 설립인가
- 1994년 3월 1일 : 초대 류인청 교장 취임
- 1994년 3월 3일 : 개교 (126명 배정)
- 1995년 2월 17일 : 제1회 졸업 98명
- 2018년 2월 8일 : 제24회 졸업 363명(누계 9,750명)
- 2024년 1월 5일 : 제30회 졸업 145명
- 2024년 3월 1일 : 제11대 정재원 교장 취임
- 2024년 3월 4일 : 신입생 입학 114명

## 참고 자료
- 장안중학교 - 한국교육학술정보원 학교알리미